# Alois Pasta
Alois Pasta (též Aloys, 9. ledna 1820 Praha – 13. září 1892 Vídeň) byl český městský úředník, dozorce a hasič německého původu, průkopník hasičství v Rakouském císařství. Roku 1853 se stal velitelem prvního sboru profesionálních hasičů v Praze, jednoho z prvních takových oddílů v monarchii.

## Život
Narodil se do německy mluvící rodiny. Byl zaměstnán jako dozorce u pražského magistrátu. Po krátké existenci jednotky tzv. pompadurů, občanské uniformované hasičské brigády, v letech 1847 až 1848, zrušené vlivem pražského červnového povstání, bylo roku 1853 rozhodnuto o vzniku specializované jednotky mužů určené k hašení požárů, sloučené s pouličními metaři. Nesla název Sbor pro čištění ulic a požární ochranu, do jehož čela byl Alois Pasta ustanoven. Sídlila ve dvoře v Letenské ulici. Následně byl Pasta vyslán na služební cestu do Berlína, kde od roku 1851 fungoval profesionální hasičský sbor pod vedením velitele Schnabella. Po konfliktu se svými nadřízenými pak místo roku 1854 opustil poté, co mj. kritizoval příliš nízký počet členů sboru (cca 30 mužů, 8 z nich k obsluze stříkačky).
Roku 1857 se pak velitelem sboru stal Josef Lammer, který jím zůstal až do svého penzionování po požáru Národního divadla roku 1881.
Pasta se hasičství nadále věnoval, roku 1860 vydal u nakladatele Karla Bellmanna hasičskou příručku Über Schadenfeuer und Feuerlöschen (O škodlivých požárech a jejich hašení), nabádající mj. k zakládání dobrovolných a profesionálních hasičských sborů na úrovni měst a obcí. Jednalo se o jednu z prvních takových příruček vydaných v Rakouském císařství.
Roku 1870 je uváděn jako pražský měšťan.
Byl ženatý a se svou ženou měli několik dětí.
K roku 1881 žil ve Vídni, kde působil jako zástupce papírny. Ve Vídni také ve věku 72 let v roce 1892 zemřel.